# Valkeajärvi (Jukkasjärvi socken, Lappland, 749986-172669)
Valkeajärvi är en sjö i Kiruna kommun i Lappland och ingår i Kalixälvens huvudavrinningsområde. Sjön har en area på 0,307 kvadratkilometer och ligger 376,9 meter över havet.

## Delavrinningsområde
Valkeajärvi ingår i det delavrinningsområde (749997-172762) som SMHI kallar för Utloppet av Matala Saiva. Medelhöjden är 379 meter över havet och ytan är 3,18 kvadratkilometer. Räknas de 2 avrinningsområdena uppströms in blir den ackumulerade arean 4,84 kvadratkilometer. Vattendraget som avvattnar avrinningsområdet har biflödesordning 3, vilket innebär att vattnet flödar genom totalt 3 vattendrag innan det når havet efter 277 kilometer. Avrinningsområdet består mestadels av skog (69 procent). Avrinningsområdet har 0,98 kvadratkilometer vattenytor vilket ger det en sjöprocent på 30,8 procent.